# Исламская группа (Ливан)
Исламская группа (араб. الرماعة الإسلامية ‎Аль-Джамаа Аль-Исламия) — суннитская исламистская политическая партия в Ливане.
Джамаа Исламия была основана в 1964 году как ливанское отделение Братьев-мусульман. Фактически, она была основана молодыми членами Ибад аль-Рахма (Почитатели Милосердного). Её истоки, задокументированные Низаром Хамзе, восходят к пику усилий Гамаля Абдель Насера по обеспечению арабского единства в середине 1960-х годов.
Она поддерживает идею установления в Ливане правового порядка, основанного на исламском шариате. Как местное отделение, она строго следует доктринам Братьев-мусульман. Фатхи Якан был дедушкой и главным идеологом группы, который является ветераном-исламистским учёным и проповедником из Триполи.
Её бывшим лидером является Ибрагим Аль-Масри, который сменил своего бывшего лидера Фейсала Мавлави из-за болезни. Партия участвовала во всеобщих выборах в Ливане 2009 года рядом с Движением будущего в 3-м избирательном округе Бейрута. В настоящее время у них 1 место в парламенте Ливана.
Вооружённое крыло исламской группировки, Силы аль-Фаджр, запустили ракеты по Израилю во время столкновений на израильско-ливанской границе в 2023 году в результате того, что The National назвала возрождением после почти 20 лет относительного бездействия.